# Skipjack
El Skipjack es un algoritmo de cifrado diseñado por la Agencia de Seguridad Nacional para proteger datos a nivel gubernamental en los Estados Unidos. 
Inicialmente, su diseño era secreto, la estructura del algoritmo se mantuvo de forma confidencial, sin embargo, debido a problemas que tuvo la NSA para proporcionar toda la cobertura que se requería, el algoritmo se hizo público. Estaba implementado típicamente en hardware de propósito específico.